# Peter Pastijn
Peter Pastijn ist ein ehemaliger belgischer Squashspieler.

## Karriere
Peter Pastijn spielte von 1996 bis 2003 auf der PSA World Tour und erreichte auf dieser in dieser Zeit einmal ein Finale. Seine höchste Platzierung in der Weltrangliste erreichte er mit Rang 64 im Oktober 2002. Mit der belgischen Nationalmannschaft nahm er 1999 an der Weltmeisterschaft teil. Zudem gehörte er mehrere Male zum belgischen Kader bei Europameisterschaften. Von 2001 bis 2003 wurde er dreimal in Folge belgischer Meister.

## Erfolge
- Belgischer Meister: 3 Titel (2001–2003)